# 136-я штурмовая авиационная дивизия
136-я штурмовая авиационная Нижнеднестровская ордена Суворова дивизия (136-я шад) — соединение Военно-воздушных сил (ВВС) Вооружённых сил РККА штурмовой авиации, принимавшее участие в боевых действиях Великой Отечественной войны.

## Наименования дивизии

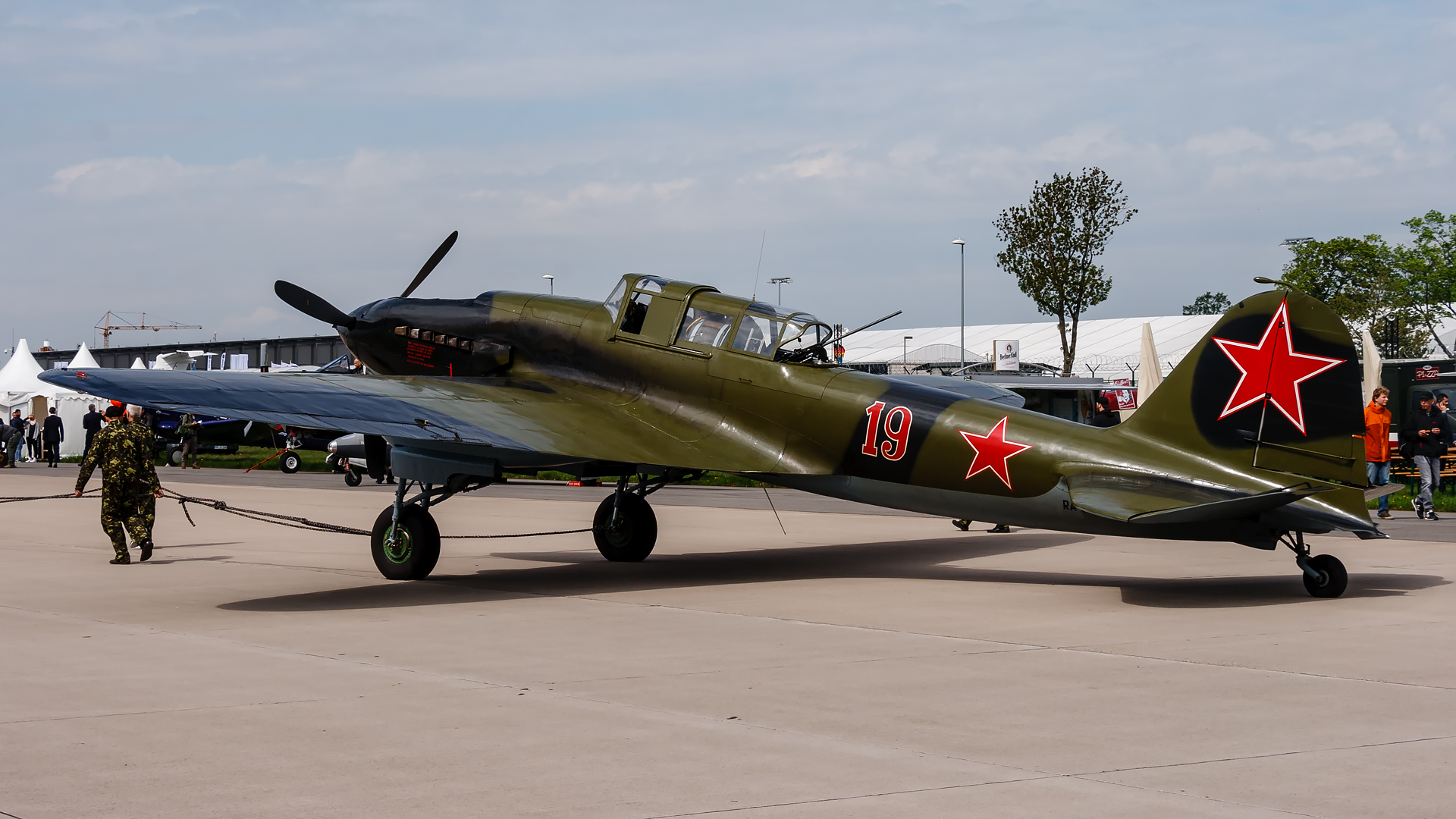
Конструкторы называли разработанный ими штурмовик Ил-2 «летающим танком», пилоты-истребители люфтваффе прозвали его «бетонным самолётом» (нем. Betonflugzeug), солдаты вермахта называли его «чумой» (нем. Schwarzer Tod, дословно: «чёрная смерть»).

- 136-я смешанная авиационная дивизия[1];
- 136-я штурмовая авиационная Нижнеднестровская дивизия[1];
- 136-я штурмовая авиационная Нижнеднестровская ордена Суворова дивизия[1];
- Войсковая часть (Полевая почта) 53926[1].

## История и боевой путь дивизии
Сформирована в сентябре 1941 года как 136-я смешанная авиационная дивизия в составе Среднеазиатского военного округа с базированием в Ашхабаде на базе частей 4-й отдельной авиационной бригады ВВС САВО на основании шифротелеграммы НШ ВВС КА № Г/75, приказа САВО № 300281 от 20.08.1941 и приказа ВВС САВО № 00168 от 22.08.1941.
В апреле 1944 года 136-я смешанная авиационная дивизия перебазирована в Одесский военный округ и переименована в 136-ю штурмовую авиационную дивизию с приданием дивизии штурмовых полков:
- 210-й штурмовой авиационный полк, Ил-2;
- 715-й штурмовой авиационный полк, Ил-2;
- 989-й штурмовой авиационный полк, Ил-2.

С 30 июля 1943 года дивизия вступила в боевые действия в Ясско-Кишинёвской операции. За успешные боевые действия в ходе операции 7 сентября 1944 года дивизии присвоено почётное наименование «Нижнеднестровская».
В дальнейшем дивизия участвовала в Белградской и Будапештской операциях. В ходе Будапештской операции дивизия вела работу в полосе 46-й армии, полки дивизии обеспечивали ввод в прорыв 2-го гвардейского механизированного корпуса. С 7 ноября 1944 года дивизия участвует в Апатин-Капошварской, Ондавской и Венской операциях, в штурме Вены, Балатонской и Грацско-Амштеттенской операциях. За образцовое выполнение заданий командования в боях с немецкими захватчиками за освобождение города Вена и проявленные при этом доблесть и мужество Указом Президиума Верховного Совета СССР от 17 мая 1945 года награждена орденом Суворова II степени. Войну дивизия закончила на аэродромах Австрии. Боевой состав дивизии на 1 мая 1945 года насчитывал 86 экипажей Ил-2:
- управление дивизии — Гетцендорф;
- 210-й штурмовой авиационный полк — 21 экипаж, аэродром Либеркройц;
- 715-й штурмовой авиационный полк — 33 экипажа, аэродром Фишаменд-Дорф;
- 989-й штурмовой авиационный полк — 32 экипажа, аэродром Либеркройц.

Последний штурмовой удар в войне полки дивизии нанесли 9 мая 1945 года. Удары наносились по отходящим на запад войскам противника по дороге Обдах — Бад-Санкт-Леонхард-им-Лафантталь под прикрытием 6 самолётов Ла-5 из 31-го истребительного авиаполка в период с 17.03 по 18.55 группой из 21 Ил-2 в сложных метеоусловиях.
14 июня 1945 года дивизия проводила воздушный парад над пунктом встречи командующего 4-й гвардейской армии и командующего американской армией в Вальдзее (Австрия). В параде участвовало 57 самолётов.
В составе действующей армии дивизия находилась с 12 июля 1944 года по 9 мая 1945 года.
После войны дивизия базировалась на территории Румынии в составе 10-го штурмового корпуса 17-й воздушной армии Южной группы войск на аэродромах Бузеу и позже Орадеа-Маре. К началу 1946 года дивизия вошла в состав 5-й воздушной армии Одесского военного округа, не меняя базирования. С 1946 года полки дивизии начали осваивать новый самолёт — Ил-10. С 1948 года дивизия перебазирована в состав 22-й воздушной армии Беломорского военного округа на аэродромный узел Петрозаводска (аэродром Бесовец). С середины 50-х годов полки дивизии начали осваивать МиГ-15 по программе штурмовой авиации. В связи со значительным сокращением Вооруженных сил СССР в 1955 году 136-я штурмовая авиационная Нижнеднестровская ордена Суворова дивизия вместе с полками были расформированы в составе 22-й воздушной армии Беломорского военного округа на аэродромном узле Петрозаводска.

## Командир дивизии
- Полковник Терехов Николай Павлович[4], период нахождения в должности: с мая 1944 года по январь 1946 года

## В составе объединений
| Дата          | Фронт (округ)             | Армия                            | Корпус                            | Примечания |
| ------------- | ------------------------- | -------------------------------- | --------------------------------- | ---------- |
| 01.05.1944 г. | Одесский военный округ    | ВВС Одесского военного округа    | -                                 | -          |
| 12.07.1944 г. | 3-й Украинский фронт      | 17-я воздушная армия             | 9-й смешанный авиационный корпус  | -          |
| 28.09.1944 г. | 3-й Украинский фронт      | 17-я воздушная армия             | 10-й штурмовой авиационный корпус | -          |
| 09.05.1945 г. | 1-й Украинский фронт      | 17-я воздушная армия             | 10-й штурмовой авиационный корпус | -          |
| 15.06.1945 г. | Южная группа войск        | 17-я воздушная армия             | 10-й штурмовой авиационный корпус | -          |
| 01.01.1946 г. | Южная группа войск        | 17-я воздушная армия             | -                                 | -          |
| 10.02.1947 г. | Одесский военный округ    | 5-я воздушная армия              | -                                 | -          |
| 01.01.1948 г. | Беломорский военный округ | ВВС Беломорского военного округа | -                                 | -          |
| 01.02.1952 г. | Северный военный округ    | 22-я воздушная армия             | -                                 | -          |
| 01.01.1955 г. | Северный военный округ    | 22-я воздушная армия             | -                                 | -          |

## Части и отдельные подразделения дивизии
За весь период своего существования боевой состав дивизии не претерпевал изменения:
| Период                  | Наименование                          | Вооружение                               |
| ----------------------- | ------------------------------------- | ---------------------------------------- |
| 10.10.1942 — 31.10.1943 | 352-й истребительный авиационный полк | И-16, убыл в 11-й зиап                   |
| 28.01.1942 — 05.03.1943 | 761-й истребительный авиационный полк | И-15бис, убыл в 5-ю запасную авиабригаду |
| 01.05.1944 — 1955       | 210-й штурмовой авиационный полк      | Ил-2, Ил-10                              |
| 01.05.1944 — 1955       | 715-й штурмовой авиационный полк      | Ил-2, Ил-10                              |
| 01.05.1944 — 1955       | 989-й штурмовой авиационный полк      | Ил-2, Ил-10                              |

## Участие в операциях и битвах
- Ясско-Кишиневская операция с 20 августа 1944 года по 29 августа 1944 года.
- Белградская операция[11] с 28 сентября 1944 года по 20 октября 1944 года.
- Будапештская операция[11] с 29 октября 1944 года по 13 февраля 1945 года
- Апатин-Капошварская наступательная операция с 7 ноября 1944 года по 10 декабря 1944 года
- Ондавская наступательная операция с 20 ноября 1944 года по 15 декабря 1944 года
- Балатонская оборонительная операция[11] с 6 марта 1945 года по 15 марта 1945 года
- Венская операция[11] с 16 марта 1945 года по 15 апреля 1945 года:
  - Веспремская наступательная операция с 16 марта 1945 года по 25 марта 1945 года
  - Шопрон-Баденская наступательная операция с 26 марта 1945 года по 6 апреля 1945 года
  - Надьканиже-Кёрмендская наступательная операция с 16 марта 1945 года по 15 апреля 1945 года
  - Штурм Вены с 26 марта 1945 года по 4 апреля 1945 года
- Грацско-Амштеттенская наступательная операция с 25 апреля 1945 года по 5 мая 1945 года

## Почётные наименования
136-й штурмовой авиационной дивизии за успешные боевые действия в ходе Ясско-Кишинёвской операции Приказом  НКО № 0299 от 7 сентября 1944 года на основании Приказа ВГК № 169 от 22 августа 1944 года присвоено почётное наименование «Нижнеднестровская».

## Награды
- 136-я штурмовая авиационная Нижнеднестровская дивизия за образцовое выполнение заданий командования в боях с немецкими захватчиками за освобождение города Вена и проявленные при этом доблесть и мужество Указом Президиума Верховного Совета СССР от 17 мая 1945 года награждена орденом Суворова II степени[7].
- 210-й штурмовой авиационный Севастопольский Краснознамённый полк за образцовое выполнение заданий командования в боях с немецкими захватчиками при овладении городами Папа, Девечер и проявленные при этом доблесть и мужество Указом Президиума Верховного Совета СССР от 26 апреля 1945 года награждён орденом Кутузова III степени[7].
- 715-й штурмовой авиационный Каменец-Подольский полк за образцовое выполнение заданий командования в боях с немецкими захватчиками за освобождение города Белград и проявленные при этом доблесть и мужество Указом Президиума Верховного Совета СССР от 14 ноября 1944 года награждён орденом Красного Знамени[12].
- 715-й штурмовой авиационный Каменец-Подольский Краснознамённый полк за образцовое выполнение заданий командования в боях с немецкими захватчиками при овладении городами Папа, Девечер и проявленные при этом доблесть и мужество Указом Президиума Верховного Совета СССР от 26 апреля 1945 года награждён орденом Кутузова III степени[7].
- 989-й штурмовой авиационный Черновицкий полк за образцовое выполнение заданий командования в боях с немецкими захватчиками при овладении городом Будапешт и проявленные при этом доблесть и мужество Указом Президиума Верховного Совета СССР от 5 апреля 1945 года награждён орденом Кутузова III степени[7].

## Благодарности Верховного Главнокомандующего

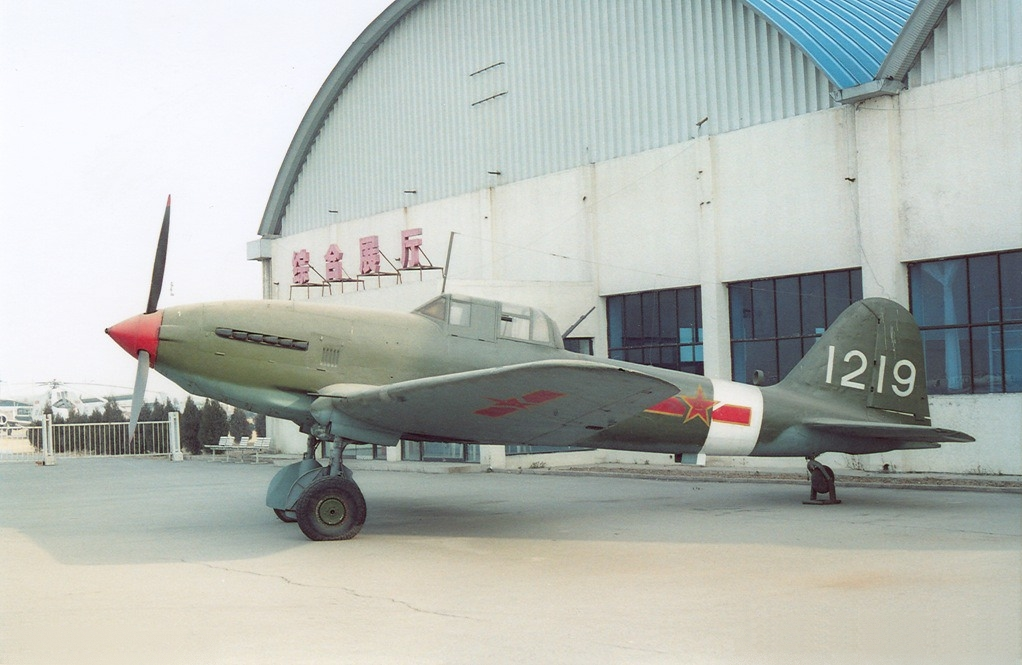
Самолет Ил-10 принят на вооружение полков дивизии в конце 40-х годов. На снимке фото сохранившегося экземпляра самолёта Ил-10 в музее Китая.

Верховным Главнокомандующим дивизии объявлены благодарности:
- за овладение городами Секешфехервар и Бичке — крупными узлами коммуникаций и важными опорным пунктами обороны противника, лишение основных путей отхода на запад будапештской группировки немецко-венгерских войск[13].
- За отличие в боях при завершении разгрома окруженной группировки противника в Будапеште и полным овладением столицей Венгрии городом Будапешт — стратегически важным узлом обороны немцев на путях к Вене[14].
- За отличие в боях при овладении городами Секешфехервар, Мор, Зирез, Веспрем, Эньинг, а также более 350 других населенных пунктов[15].
- За отличие в боях при овладении городами Папа и Девечер — крупными уздами дорог и сильными опорными пунктами обороны немцев, прикрывающими пути к границам Австрии[16].
- За отличие в боях при форсировании реки Раба и за овладение городами Чорно и Шарвар — важными узлами железных дорог и сильными опорными пунктами обороны немцев, прикрывающими пути к границам Австрии[17].
- За отличие в боях при овладении городами Сомбатель, Капувар и Кёсег и выход на австрийскую границу[18].
- За отличие в боях при овладении на территории Австрии промышленным городом и крупным железнодорожным узлом Винер-Нойштадт и городами Эйзенштадт, Неункирхен, Глогнитц — важными опорными пунктами обороны немцев на подступах к Вене[19].
- За отличие в боях при овладении столицей Австрии городом Вена — стратегически важным узлом обороны немцев, прикрывающим пути к южным районам Германии[20].
- За овладение крупным промышленным центром Чехословакии городом Брно (Брюн) — важным узлом дорог и мощным опорным пунктом обороны немцев[21].

## Отличившиеся воины дивизии
- Сивков Григорий Флегонтович, капитан, штурман 210-го штурмового авиационного полка 136-й штурмовой авиационной дивизии 10-го штурмового авиационного корпуса 17-й воздушной армии Указом Президиума Верховного Совета СССР 18 августа 1945 года удостоен звания Дважды Герой Советского Союза. Золотая Звезда № 76/II
- Долгов Иван Илларионович, лейтенант, старший лётчик 715-го штурмового авиационного полка 136-й штурмовой авиационной дивизии 10-го штурмового авиационного корпуса 17-й воздушной армии Указом Президиума Верховного Совета СССР 29 июня 1945 года удостоен звания Герой Советского Союза. Золотая Звезда № 6897
- Есауленко Николай Савельевич, старший лейтенант, командир эскадрильи 210-го штурмового авиационного полка 136-й штурмовой авиационной дивизии 10-го штурмового авиационного корпуса 17-й воздушной армии Указом Президиума Верховного Совета СССР 18 августа 1945 года удостоен звания Герой Советского Союза. Золотая Звезда № 6910
- Иевский Анатолий Алексеевич, лейтенант, командир звена 989-го штурмового авиационного полка 136-й штурмовой авиационной дивизии 10-го штурмового авиационного корпуса 17-й воздушной армии Указом Президиума Верховного Совета СССР 29 июня 1945 года удостоен звания Герой Советского Союза. Золотая Звезда № н/д
- Павлов Иван Михайлович, лейтенант, командир звена 210-го штурмового авиационного полка 136-й штурмовой авиационной дивизии 9-го смешанного авиационного корпуса 17-й воздушной армии 23 февраля 1945 года удостоен звания Герой Советского Союза. Золотая Звезда № 4894.
- Прохоров Евгений Петрович, старший лейтенант, командир эскадрильи 210-го штурмового авиационного полка 136-й штурмовой авиационной дивизии 9-го смешанного авиационного корпуса 17-й воздушной армии 23 февраля 1945 года удостоен звания Герой Советского Союза. Золотая Звезда № 7221.
- Редченков Пётр Степанович, майор, командир эскадрильи 989-го штурмового авиационного полка 136-й штурмовой авиационной дивизии 10-го штурмового авиационного корпуса 17-й воздушной армии Указом Президиума Верховного Совета СССР 29 июня 1945 года удостоен звания Герой Советского Союза. Золотая Звезда № 6893
- Фролов, Василий Сергеевич, младший лейтенант, командир звена 210-го штурмового авиационного полка 136-й штурмовой авиационной дивизии 10-го штурмового авиационного корпуса 17-й воздушной армии Указом Президиума Верховного Совета СССР от 20 марта 1991 года удостоен звания Герой Советского Союза. Золотая Звезда № 11644.

## Базирование
| Период            | Место базирования     |
| ----------------- | --------------------- |
| 07.1945 — 05.1947 | Бузэу, Румыния        |
| 05.1947 — 1948    | Одесса                |
| 1948 — 1955       | Петрозаводск, Карелия |